# Riomaggiore
Riomaggiore (IPA: [riomaʤˈʤore]; Rimazzô in ligure, Rimazùu [rimaˈzuː] nella variante locale) è un comune italiano di 1 292 abitanti della provincia della Spezia in Liguria. Antico borgo della Riviera di levante, costituisce la più orientale e la più meridionale delle Cinque Terre.

## Geografia fisica

### Territorio

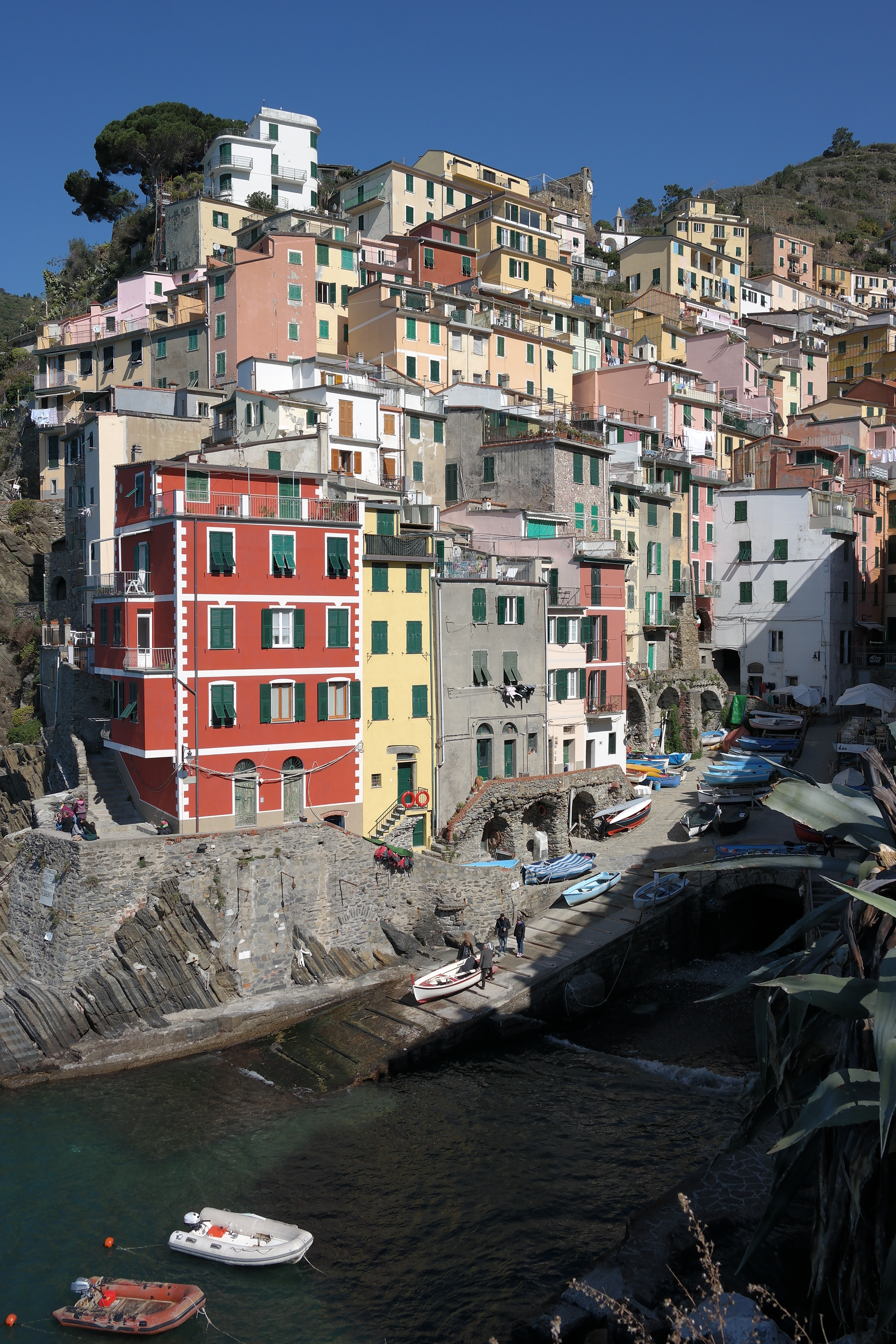
La Marina

Riomaggiore, così come le altre Cinque Terre, è stretta tra il mar Ligure e la ripida catena montuosa che si distacca dall'Appennino presso il monte Zatta e scende in direzione sud-est facendo da spartiacque tra la val di Vara e la zona costiera. 
Il centro storico, il cui nucleo originario risale al XIII secolo, è situato nella valle del torrente Rio Maggiore, l'antico Rivus Major dal quale il borgo prende il nome.
L'abitato è composto da diversi ordini paralleli di case torri genovesi che seguono il ripido corso del torrente. 
Il nuovo quartiere della Stazione si è sviluppato nella seconda metà del XIX secolo dopo la costruzione della ferrovia Genova-Pisa ed è situato invece nell'adiacente valle del torrente Rio Finale (Rufinàu), così denominato in quanto segnava un tempo il confine tra le terre di Riomaggiore e quelle di Manarola (Manaèa).
Le due vallate su cui si estende l'abitato sono separate dalla ripida costa di Campiòne (Canpiòn), sulla cui parte inferiore si erge il castello del borgo. La valle del Rio Maggiore è sormontata dal monte Verugola (Verügua), le cui tre cime, raffigurate nello stemma comunale, rappresentano da sempre il simbolo del borgo.
Il territorio fa parte del Parco nazionale delle Cinque Terre e del sito UNESCO Portovenere, Cinque Terre e Isole (Palmaria, Tino e Tinetto).

### Clima
Riomaggiore, protetta dall'appennino ligure, è al contempo bagnata dal mar Ligure. Perciò gode di un clima particolarmente mite. Le temperature estive non sono eccessivamente alte e quelle invernali non sono affatto rigide. Il comune appartiene alla zona climatica D.

## Storia

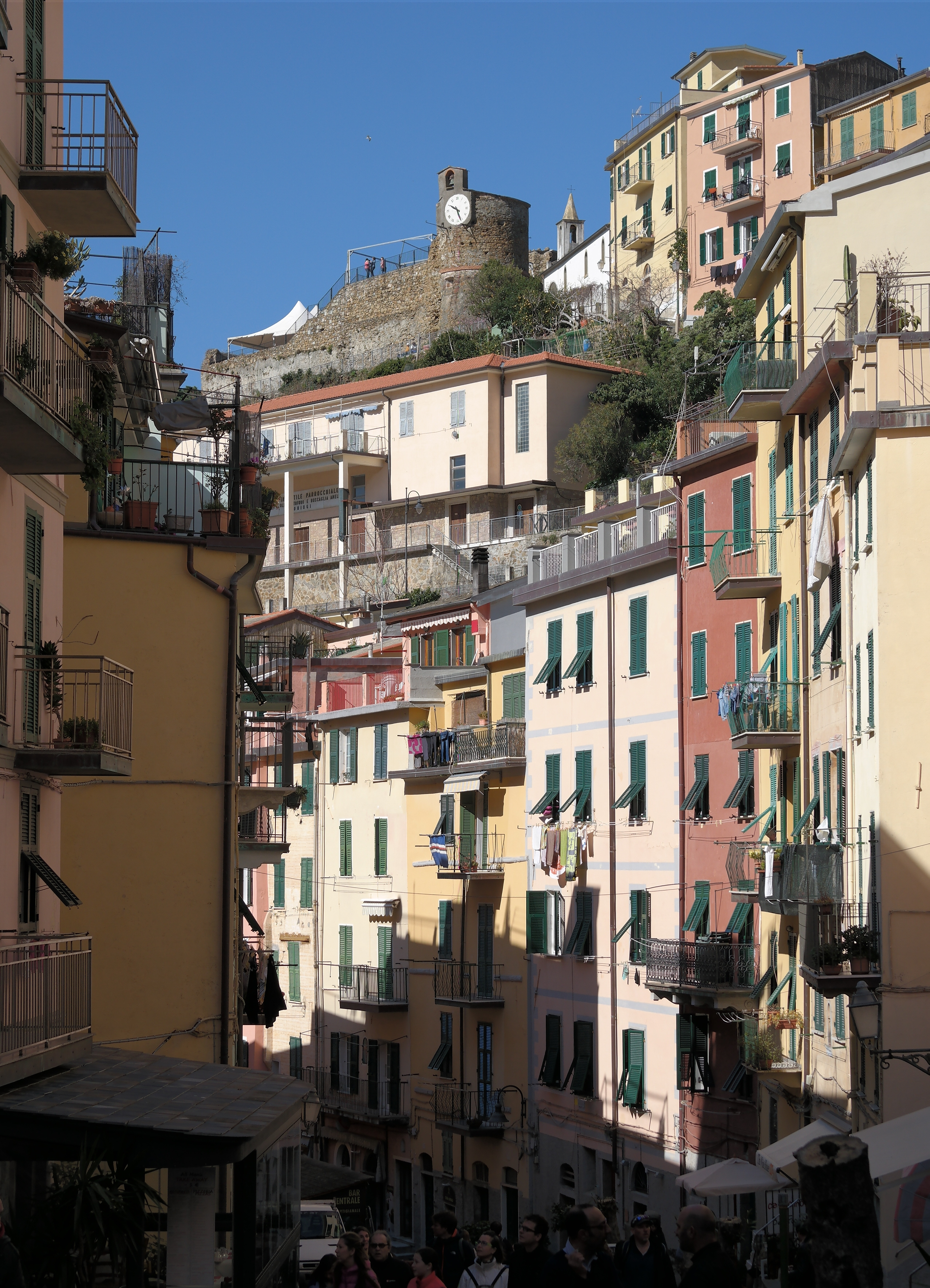
Scorcio del centro storico di Riomaggiore

Il nome del luogo deriva con ogni probabilità dalla forma latina Rivus Maior.
L'origine del borgo di Riomaggiore, secondo un'antica leggenda tramandata oralmente ma non convalidata da fonti storiche, viene fatta risalire all'VIII secolo. Si narra infatti che un gruppo di profughi greci, per sfuggire alle persecuzioni dell'imperatore iconoclasta Leone III Isaurico, dopo varie peripezie approdarono presso la punta di Montenero e costituirono degli insediamenti nella zona di crinale. Questi abitati, tra i quali figuravano Cacinagora, Sericò, Montenero, Limen e Casale, furono poi annessi alla marca obertenga.
Fu soltanto dopo l'anno Mille che, grazie alla maggiore sicurezza raggiunta nel mar Ligure con le vittorie riportate dalla Repubblica di Genova sugli insediamenti dei pirati saraceni, gli abitanti dei primitivi insediamenti collinari poterono progressivamente scendere in sicurezza verso il mare, dando così origine al primo nucleo del borgo di Riomaggiore, situato nell'attuale quartiere della Marina.
Le prime notizie storiche sul territorio di Riomaggiore risalgono al 1251 quando gli abitanti del distretto di Carpena si riunirono per giurare fedeltà alla Repubblica genovese nella sua guerra contro Pisa. 
I borghi allora erano tuttavia ancora feudo del marchese Turcotti, signore di Ripalta, nei pressi di Borghetto di Vara, che intorno al 1260 fece costruire il locale castello ed altre fortificazioni.
Poco dopo il territorio di Riomaggiore passò nel dominio di Nicolò Fieschi, dal quale fu venduto a Genova nel 1276 assieme agli altri borghi delle Cinque Terre e a gran parte del Levante ligure.

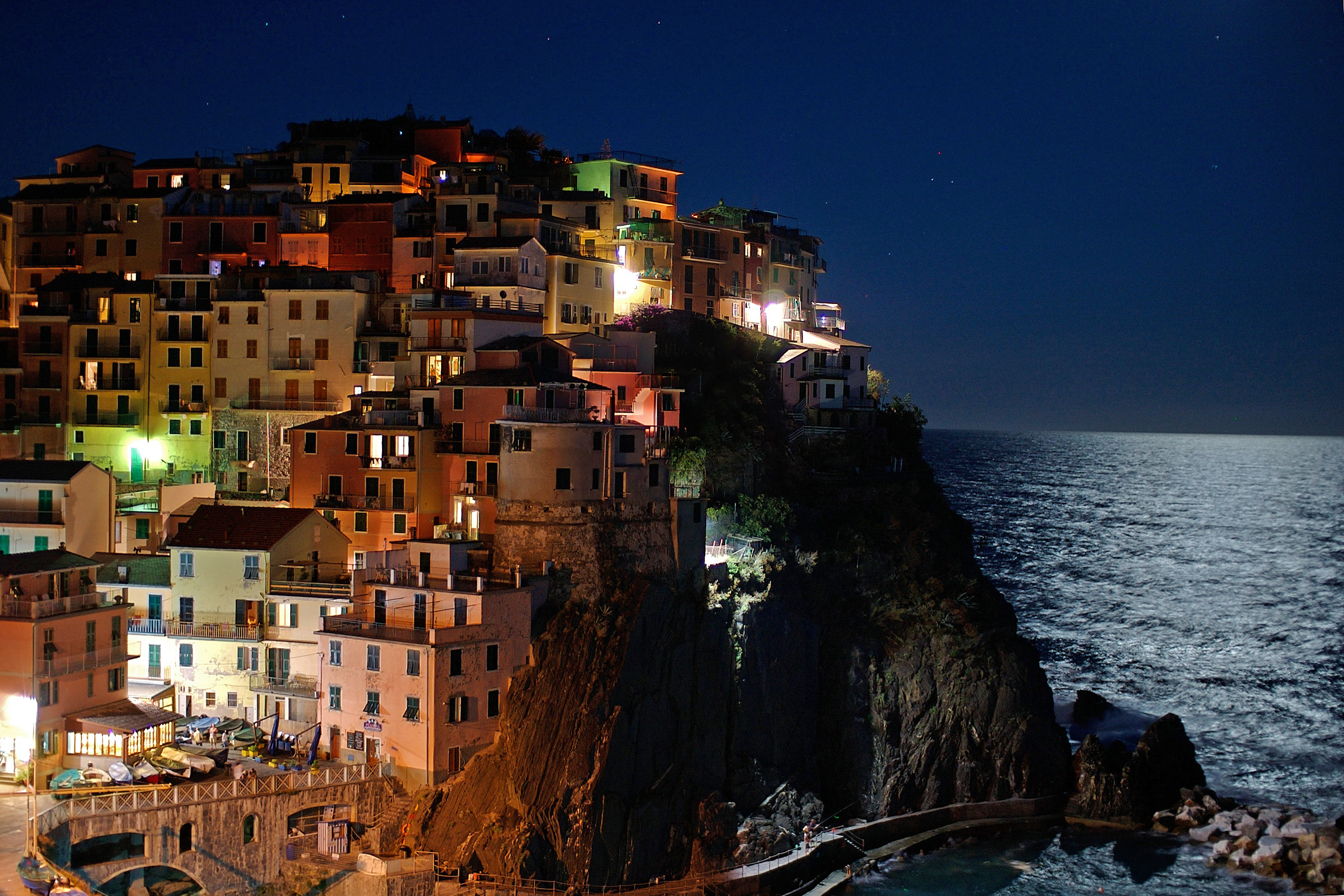
Immagine notturna del borgo di Manarola

Il dominio genovese garantì alle Cinque Terre un periodo di tranquillità politica e di espansione economica e commerciale: in questo periodo fu potenziata la viticoltura attraverso l'opera di terrazzamento delle colline e il vino che vi era prodotto divenne famoso in tutta Europa. 
In tutte le Cinque Terre questa fioritura si espresse nella costruzione di nuove chiese, più grandi e più belle di quelle originarie. 

A Riomaggiore la costruzione della parrocchiale di san Giovanni Battista ebbe inizio nel 1340 per volere del vescovo di Luni Antonio Fieschi.
La storia di Riomaggiore seguì poi le alterne vicende della Repubblica genovese, che inserì il territorio nella Podesteria di Vernazza.
Alla caduta della repubblica genovese, con la nuova dominazione francese di Napoleone Bonaparte Riomaggiore rientrò dal 2 dicembre 1797 nel Dipartimento del Golfo di Venere, con capoluogo La Spezia, all'interno della Repubblica Ligure. Dal 28 aprile del 1798 con i nuovi ordinamenti francesi, Riomaggiore rientrò nell'VIII cantone, capoluogo Vernazza, della Giurisdizione di Golfo di Venere. Dal 1803 fu centro principale del III cantone del Golfo di Venere nella Giurisdizione del Golfo di Venere. Annesso al Primo Impero francese dal 13 giugno 1805 al 1814 venne inserito nel Dipartimento degli Appennini.
Dal 1815, come tutta la Liguria, entrò a far parte, nella provincia di Levante, del Regno di Sardegna e, dopo l'unificazione nazionale, del Regno d'Italia dal 1861. Dal 1859 al 1927 il territorio fu compreso nel I mandamento di Spezia del circondario di Levante facente parte della provincia di Genova e, con la sua istituzione nel 1923, della provincia della Spezia.
Alla fine del XIX secolo, grazie alla costruzione della linea ferroviaria Genova-La Spezia, Riomaggiore e le Cinque Terre uscirono dal loro storico isolamento. Una strada carrozzabile fu costruita soltanto negli anni sessanta del secolo successivo.
Al 1871 risalgono gli ultimi aggiustamenti al territorio comunale con il distacco della frazione di Corniglia e il suo accorpamento nel territorio di Vernazza.
Dal 1973 al 31 dicembre 2008 ha fatto parte della Comunità montana della Riviera Spezzina. Dal 2015 al 2017 ha fatto parte dell'Unione dei comuni delle Terre Verticali.

### Simboli
Stemma
Gonfalone

Lo stemma raffigura le tre vette del monte Verugola, simbolo del paese. 

## Monumenti e luoghi d'interesse

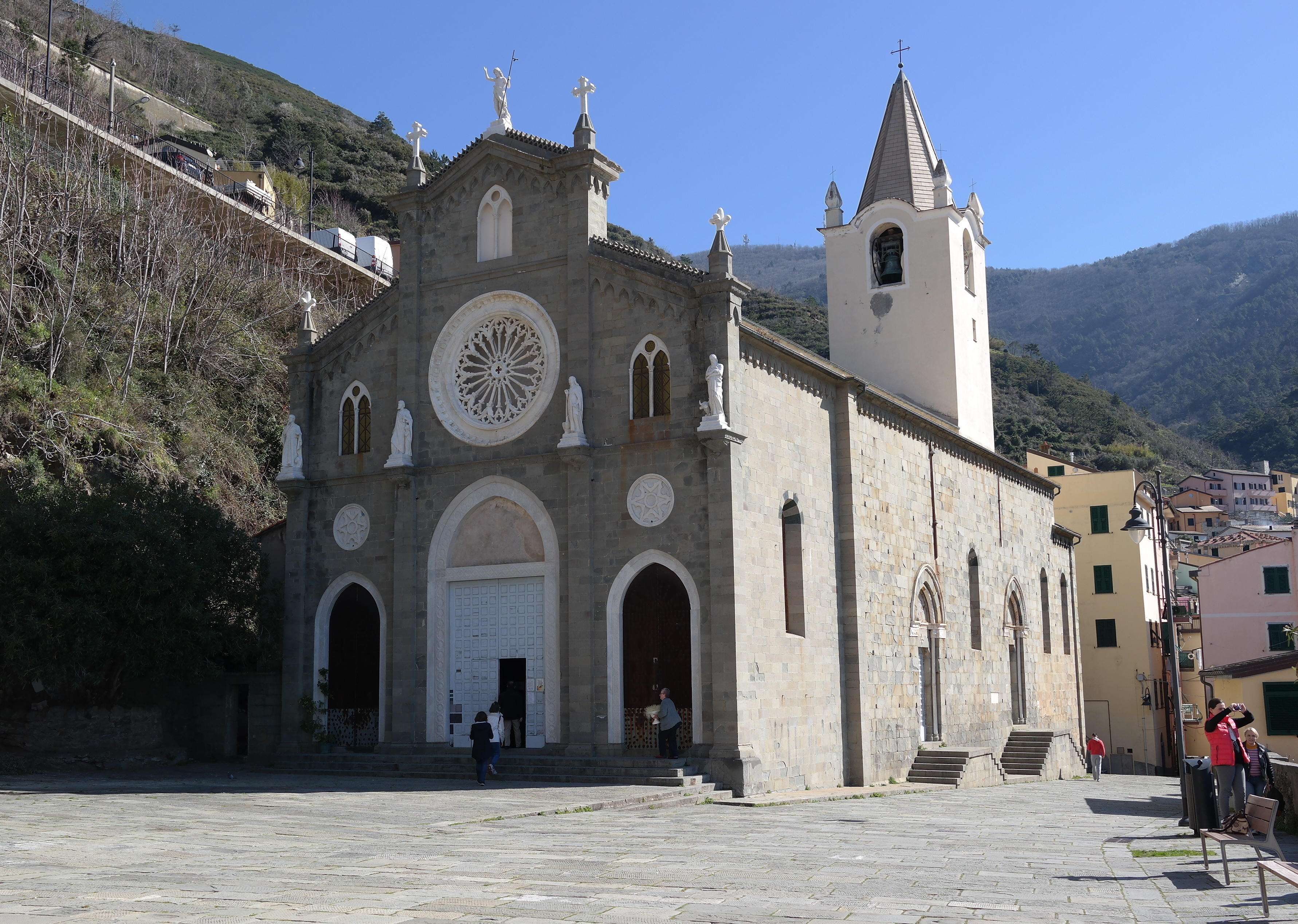
La chiesa parrocchiale di San Giovanni Battista

### Architetture religiose
- Chiesa parrocchiale di San Giovanni Battista nella parte alta del centro storico di Riomaggiore, del 1340.
- Oratorio di Sant'Antonio nel centro storico di Riomaggiore. Secondo la tradizione è l'edificio religioso più antico del borgo, in quanto fu edificato nel XIII secolo e presumibilmente assunse il ruolo di prima parrocchiale del paese. L'affresco ritraente il santo titolare della chiesa è databile al XVIII secolo.
- Oratorio dell'Assunta nel centro storico di Riomaggiore. Risalente al XVI secolo e meglio conosciuto come chiesa della Compagnia (Cunpagnia), in quanto sede della Confraternita di Nostra Signora Assunta in Cielo.
- Oratorio dei Santi Rocco e Sebastiano, nei pressi del castello di Riomaggiore, del 1480.
- Santuario di Nostra Signora di Montenero (Munteneigru), situato sull'omonimo colle che domina il borgo.
- Cappella di San Bernardo, situata nel piccolo e disabitato borgo di Lemmen (Limen), uno degli antichi nuclei collinari dai quali il paese ha avuto origine.
- Chiesa di San Lorenzo nella frazione di Manarola, del 1338.
- Oratorio della Confraternita dei Disciplinanti della Santissima Annunziata, o degli Azzurri, nella frazione di Manarola; l'edificio è risalente al XV secolo.
- Santuario di Nostra Signora della Salute nella frazione di Volastra, del XII secolo in stile romanico.

### Architetture militari
- Castello di Riomaggiore, nella parte alta del centro storico riomaggiorese, edificato dai marchesi Turcotti nel 1260 e portato al termine dai genovesi nel XV e XVI secolo.
- Bastione di Manarola, eretto presso l'omonima frazione, risale ad un periodo anteriore al XIII secolo.

## Società

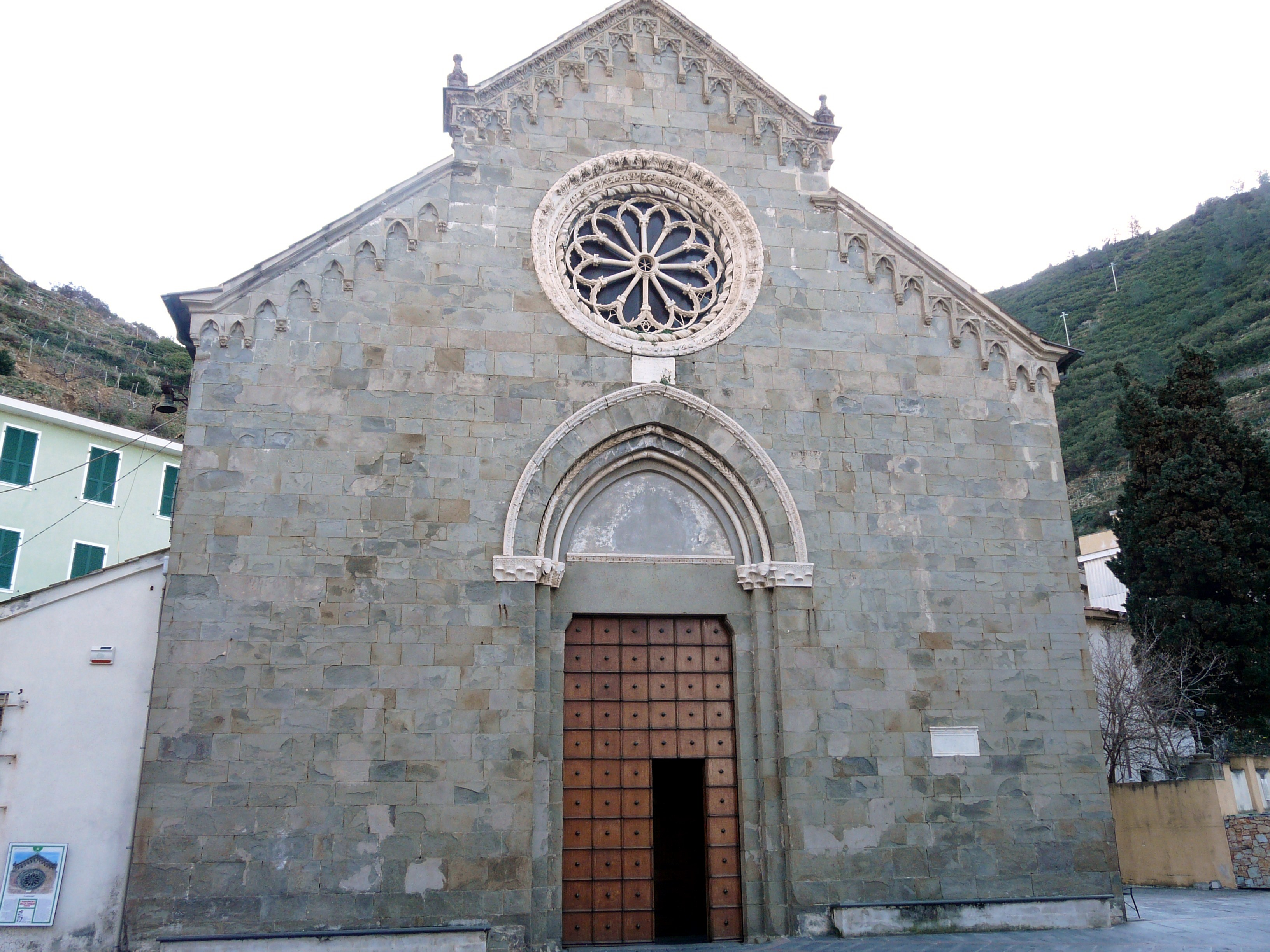
La chiesa parrocchiale di San Lorenzo o della Natività di Maria Vergine di Manarola

### Evoluzione demografica

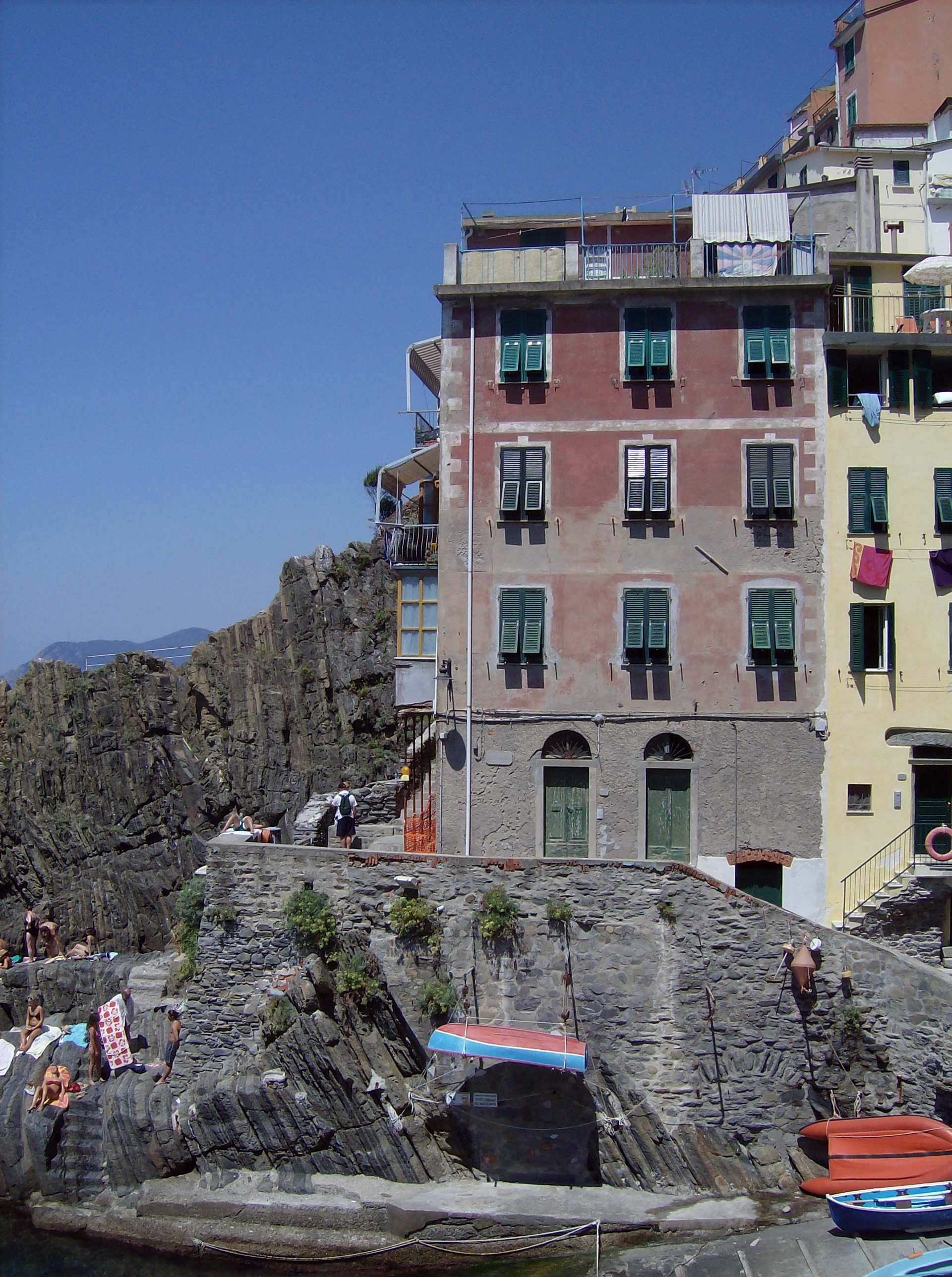
Una casa in riva al mare

Abitanti censiti

### Etnie e minoranze straniere
Secondo i dati Istat al 31 dicembre 2019, i cittadini stranieri residenti a Riomaggiore sono 73.

### Lingue e dialetti

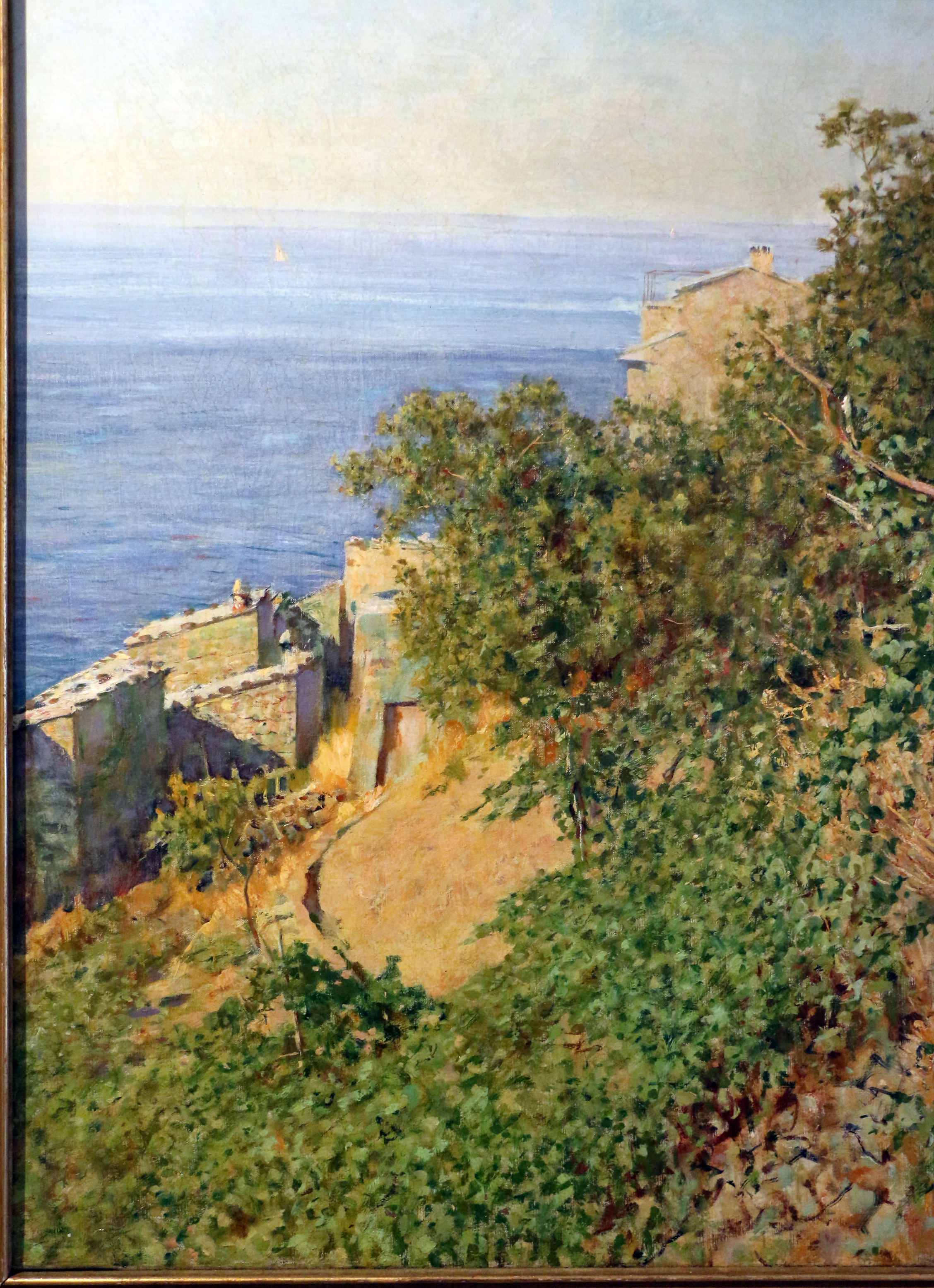
Telemaco Signorini
La costa di Riomaggiore, 1894

Il dialetto di Riomaggiore, parlato da parte della popolazione, costituisce una variante della lingua ligure.
Il dialetto riomaggiorese ha particolarità così proprie, da distinguersi nettamente anche dai dialetti parlati nei comuni limitrofi.

## Cultura

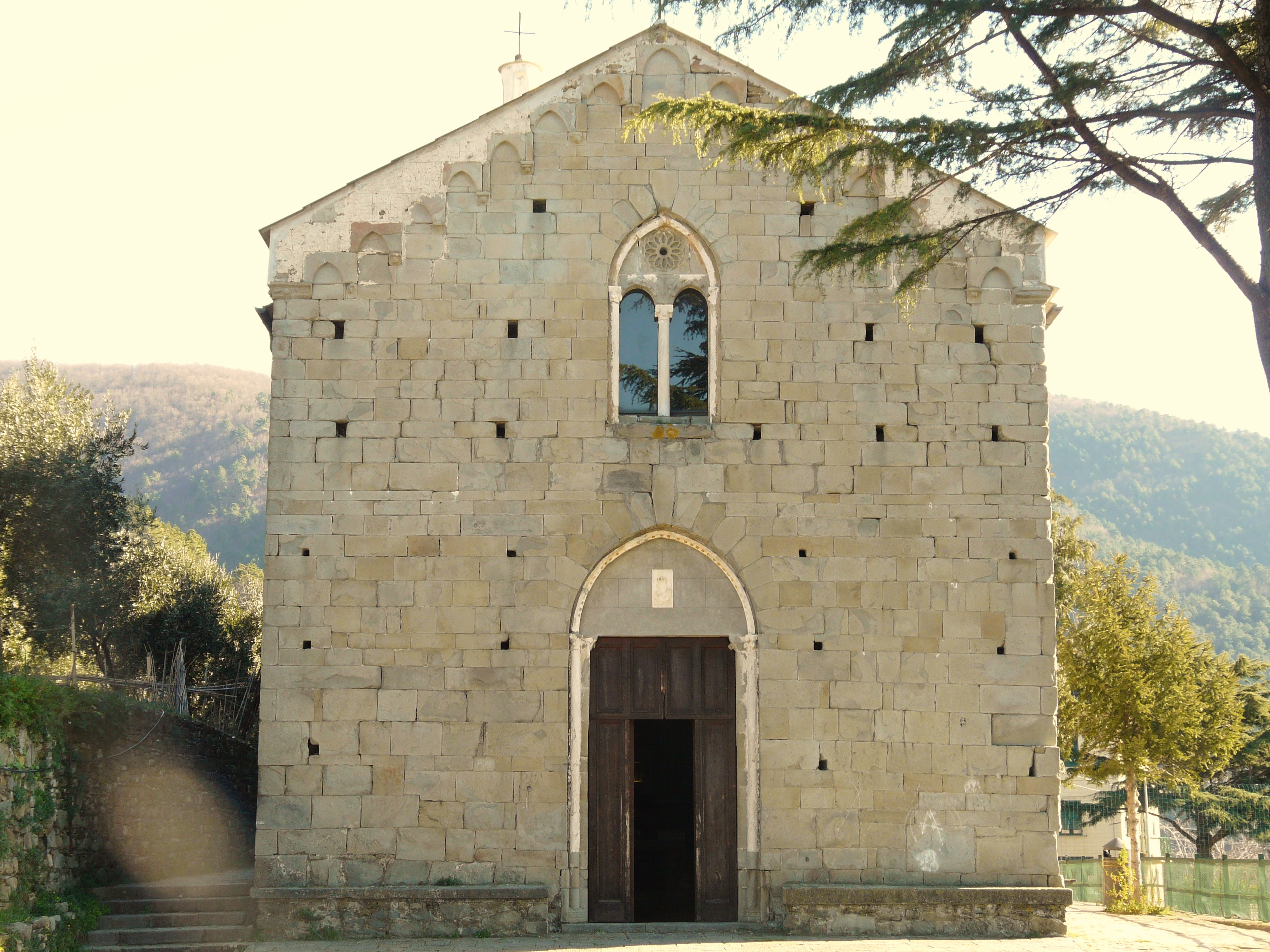
Il romanico Santuario di Nostra Signora della Salute di Volastra

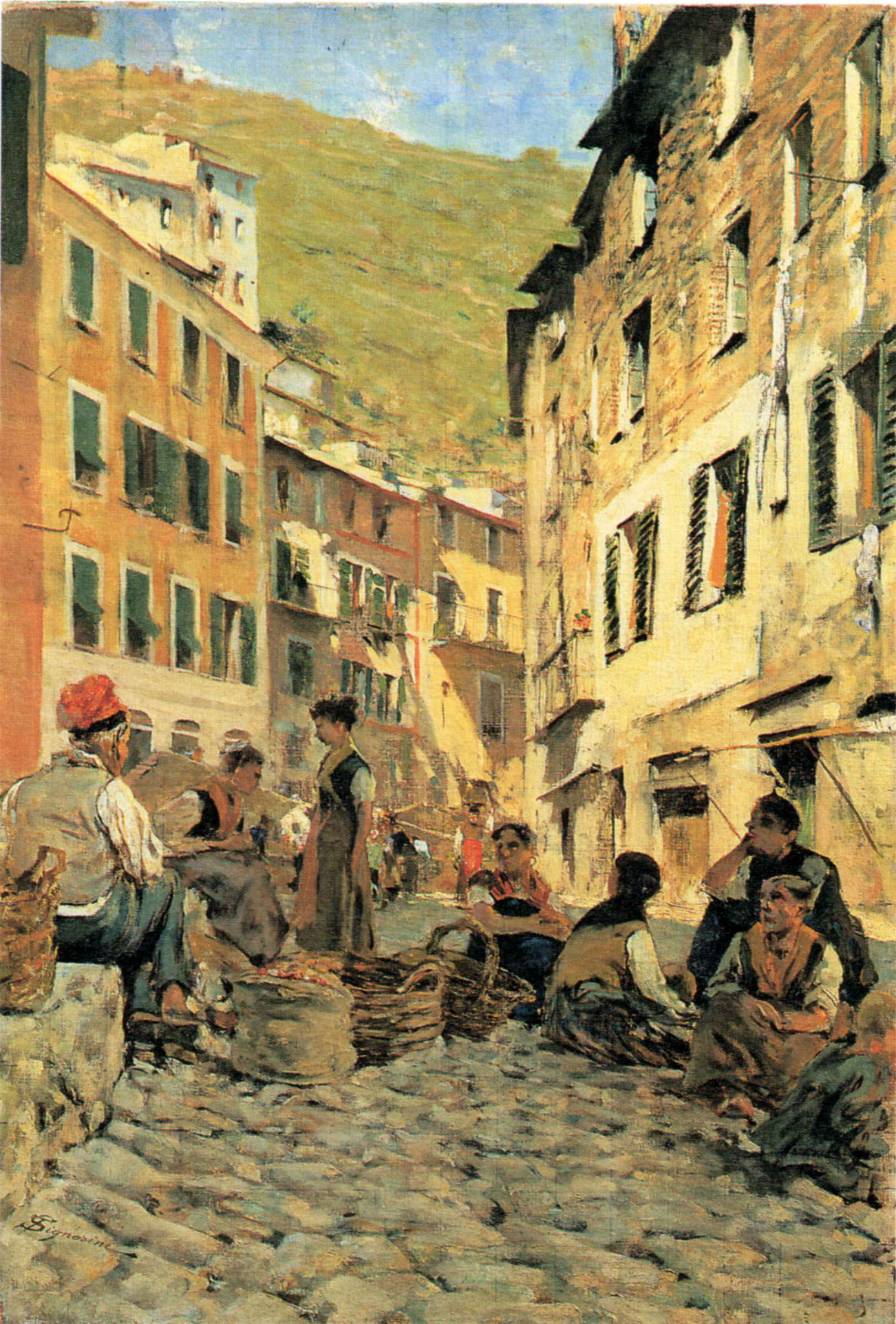
Telemaco Signorini
A riposo a Riomaggiore (1892-94).

### Cucina
Essendo Riomaggiore un borgo di cultura essenzialmente contadina e non marinara, il piatto tipico per eccellenza non è, come ci si potrebbe aspettare, un piatto di mare, ma di terra. Si tratta della torta di riso salata (aa turta de risu), preparata secondo tradizione in occasione della festa patronale di san Giovanni Battista (San Gian).
Un altro piatto fondamentale, preparato soprattutto d'inverno, è la minestra di campo (aa menestra de cian), condita con olio di oliva e fatta, oltreché con patate, con le erbe selvatiche che nascono spontaneamente nei terrazzamenti coltivati a vigna, tra i quali scrépuu (radicchio di campo), sexìrbua (cicerbita), ravèste (ravastrello), gìde (bietole), purasèu (aglio delle vigne), bavaàta (valeriana rossa) e cudegàn.
Altri piatti tipici sono i ravioli (ravièi), preparati in occasione delle feste ed in particolare consumati secondo la tradizione per tre giorni di seguito durante il carnevale, la cima alla genovese, il pesto alla genovese e la torta di farina di castagne, chiamata patona (patùna) o castagnaccio (castagnàsu). Tra i piatti di mare i più diffusi nella cucina tradizionale riomaggiorese sono lo stoccafisso (stuchefisu), le acciughe salate (anciüe) e i muscoli ripieni (musculi cin).

### Media e salvaguardia estetica
Riomaggiore è stato il primo borgo italiano a essersi dotato di un impianto televisivo via cavo collegato a un'unica antenna parabolica ricevente di proprietà del Comune, che ha anche vietato l'uso delle antenne sui tetti per salvaguardare l'estetica del paesaggio. L'impianto consente di ricevere, oltre alle principali emittenti italiane e straniere, una serie di reti locali, tra le quali il canale dell'amministrazione comunale (TeleRio) e quello del Parco nazionale delle Cinque Terre (TeleParco5Terre), nonché alcuni canali che trasmettono le immagini di telecamere fisse che riprendono il paesaggio e i fondali. Anche la rete satellitare di Sky, grazie a un'apposita convenzione, viene trasmessa agli utenti attraverso l'impianto comunale.

## Geografia antropica

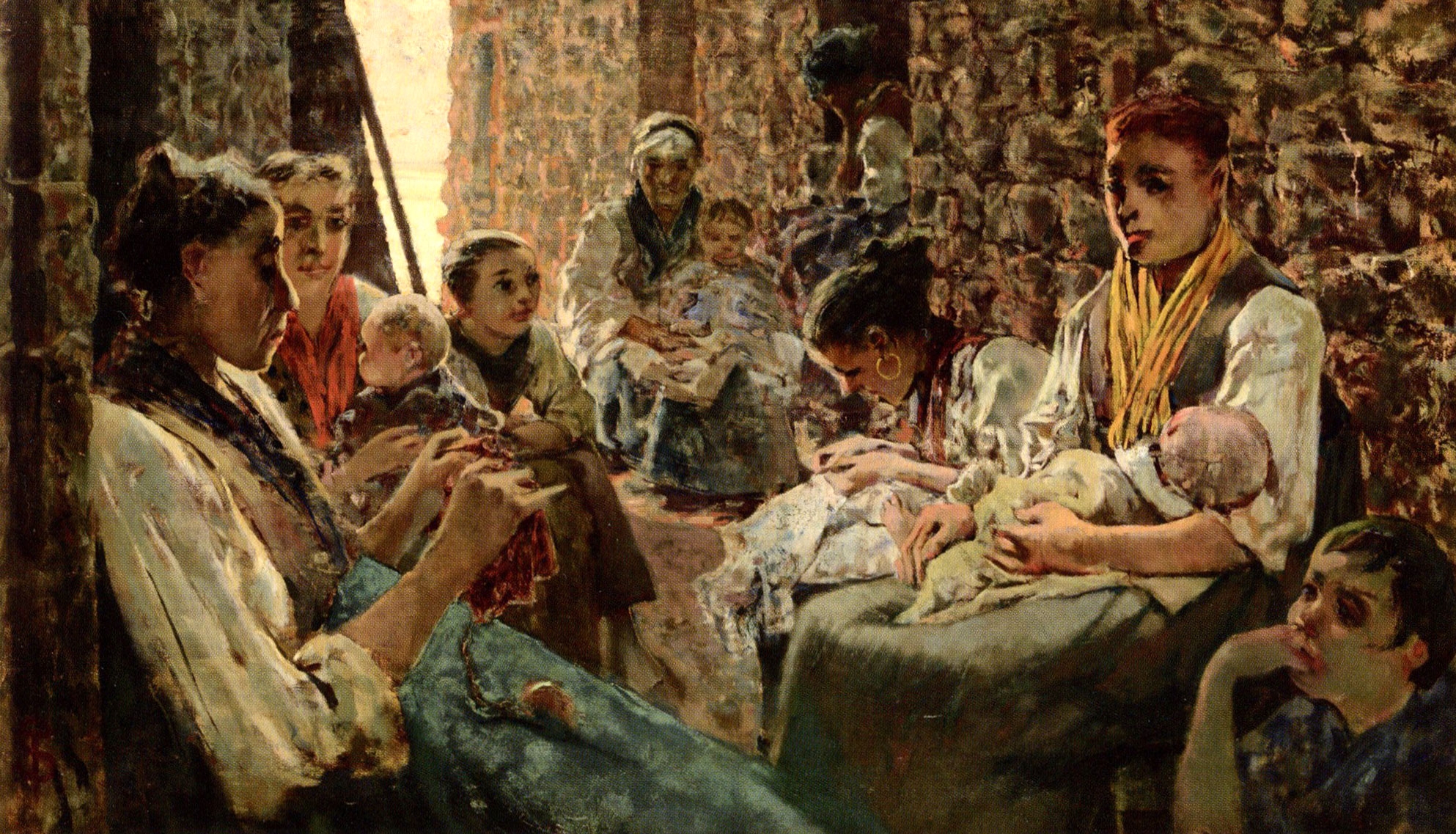
Telemaco Signorini
Gente di Riomaggiore, 1892-94

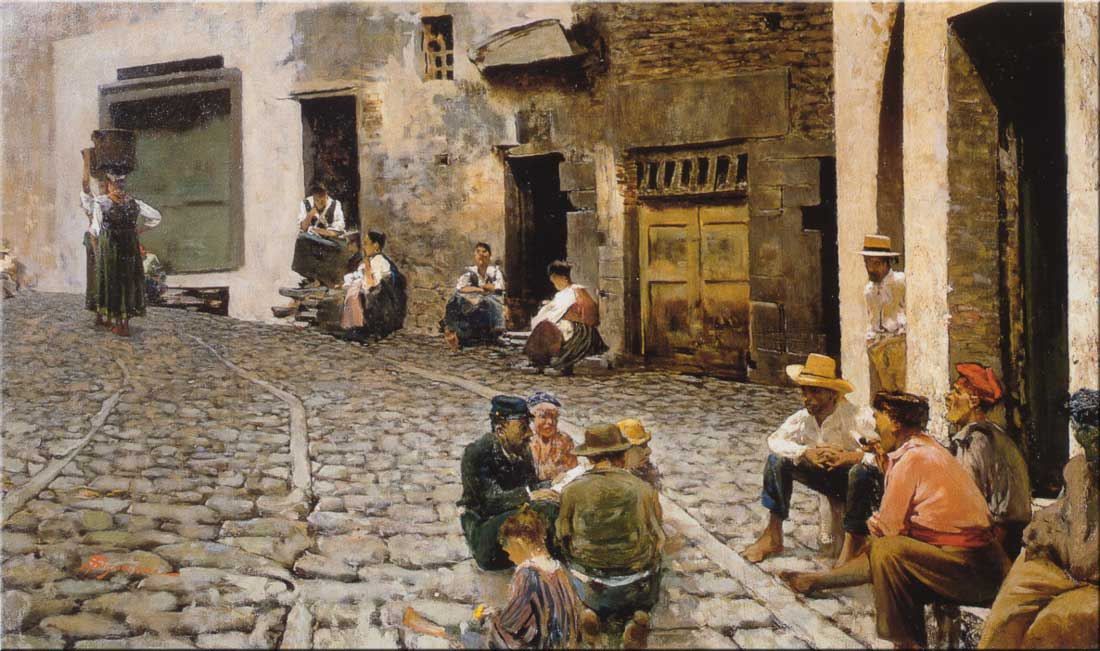
Telemaco Signorini
Chiacchiere a Riomaggiore, 1893

Oltre al capoluogo, fanno parte del comune le tre frazioni di Manarola, Volastra e Groppo, per un totale di 10,27 km².
Confina a nord con il comune di Riccò del Golfo di Spezia, a sud è bagnato dal mar Ligure, ad ovest con Vernazza e ad est con La Spezia.

## Economia
L'economia riomaggiorese, una volta fondata quasi esclusivamente sull'agricoltura ed in particolare sulla coltivazione della vite con la produzione dei famosi vini "Cinque Terre", è basata oggi soprattutto sul turismo: le Cinque Terre, grazie alla bellezza del paesaggio terrazzato, accolgono infatti visitatori da tutto il mondo. Si può dire dunque, da questo punto di vista, che la fortuna dei riomaggioresi di oggi è fondata sul lavoro di quelli di ieri, i quali di generazione in generazione hanno trasformato e reso coltivabili i ripidi versanti delle colline.
A partire dalla seconda metà del XX secolo, si è avuto tuttavia un lento declino del paesaggio terrazzato, dovuto al progressivo abbandono della coltivazione della vita da parte degli abitanti, attratti da occupazioni meno faticose e più remunerative.

## Infrastrutture e trasporti

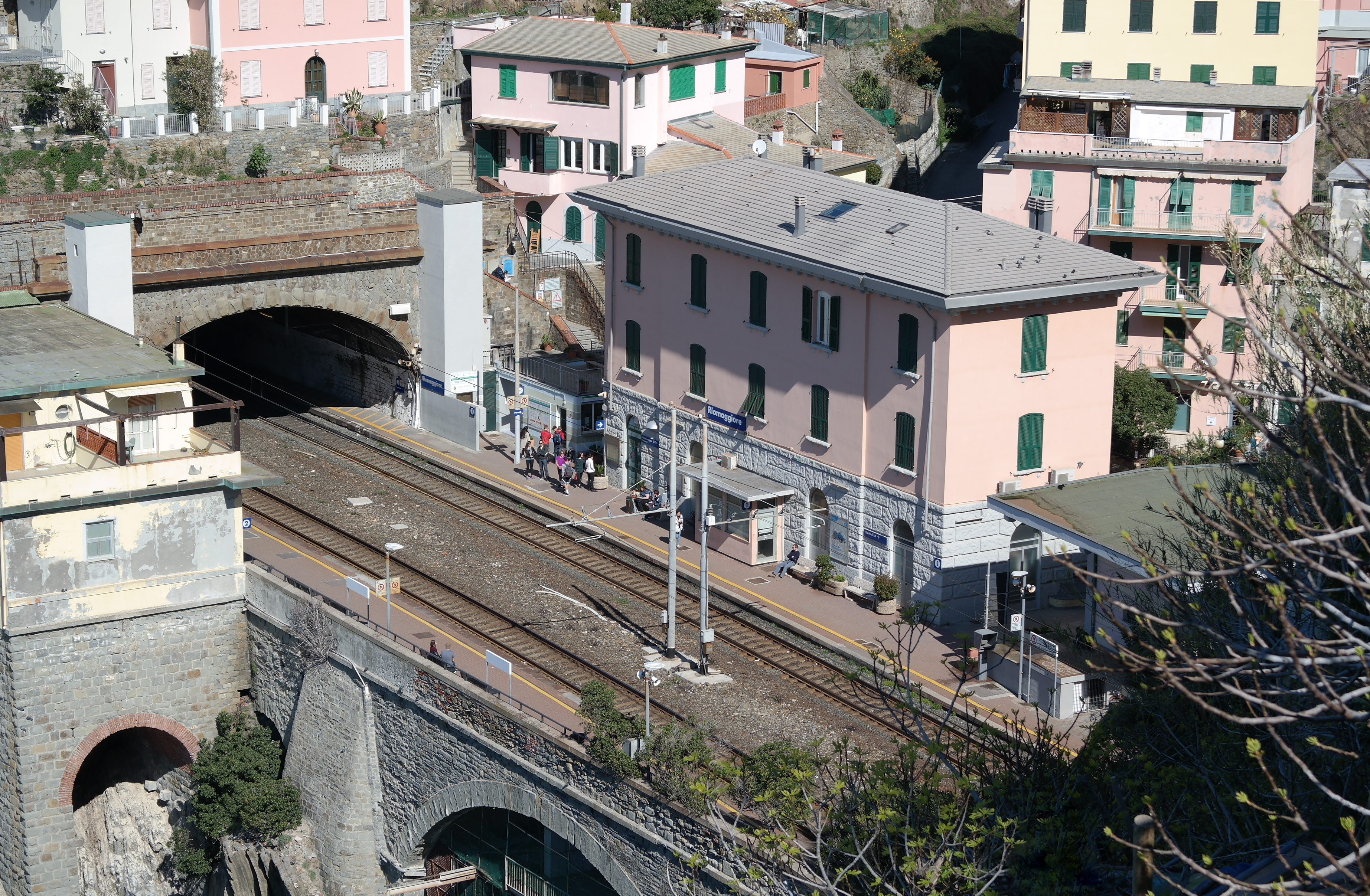
La stazione di Riomaggiore

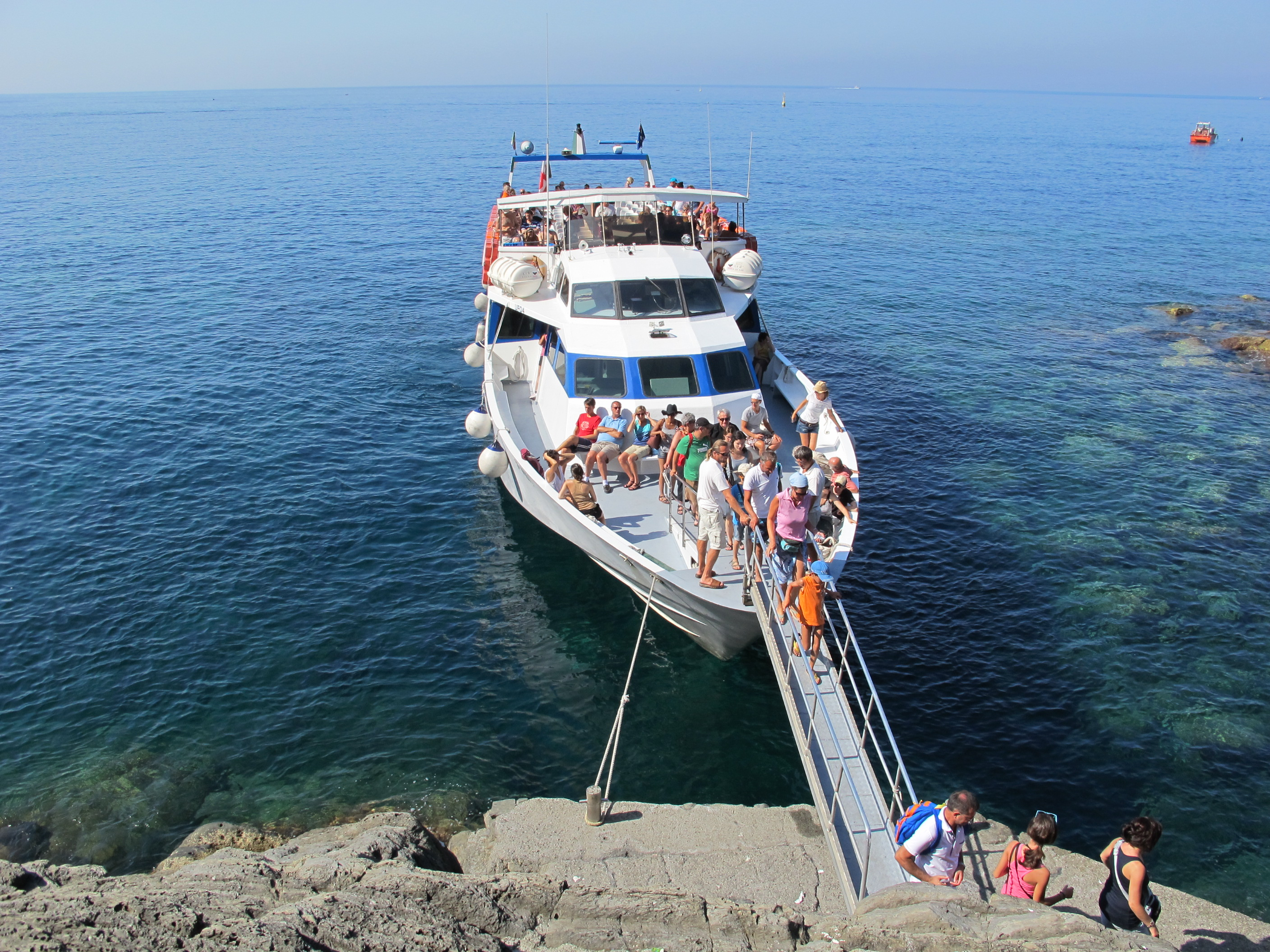
Il collegamento marittimo con Portovenere e le altre Cinque Terre

### Strade
Percorrendo l'autostrada, è necessario uscire al casello di La Spezia-Santo Stefano Magra sull'A12 o sull'A15. Attraversato il capoluogo spezzino, bisogna immettersi sulla provinciale 32 (già statale 370), meglio conosciuta come "Litoranea delle Cinque Terre", e dopo circa un quarto d'ora, passate due gallerie, prendere sulla destra lo svincolo che scende a Riomaggiore.
Si noti tuttavia che gran parte dei parcheggi sono riservati ai residenti, ragion per cui, quando quelli a pagamento sono esauriti, la discesa al borgo può essere temporaneamente vietata. Esiste tuttavia un servizio di bus elettrici gestito dal Parco nazionale delle Cinque Terre che nei periodi di maggior afflusso turistico garantisce un collegamento navetta tra il centro abitato e la "Litoranea".

### Ferrovie
Riomaggiore è dotata di una fermata ferroviaria sulla linea Genova-Pisa. Una seconda fermata è presente nella frazione di Manarola.

### Mobilità urbana
Dal comune di La Spezia un servizio di trasporto pubblico locale gestito dall'ATC garantisce quotidiani collegamenti bus con Riomaggiore e per le altre località del territorio comunale.

### Linee marittime
Il borgo è altresì accessibile via mare, sia con mezzi privati, sia con la linea di traghettamento delle Cinque Terre. Nella stagione turistica un servizio di battelli di linea collega Riomaggiore a Monterosso al Mare e a Portovenere, quest'ultima a sua volta collegata con La Spezia e Lerici.

### Sentieri

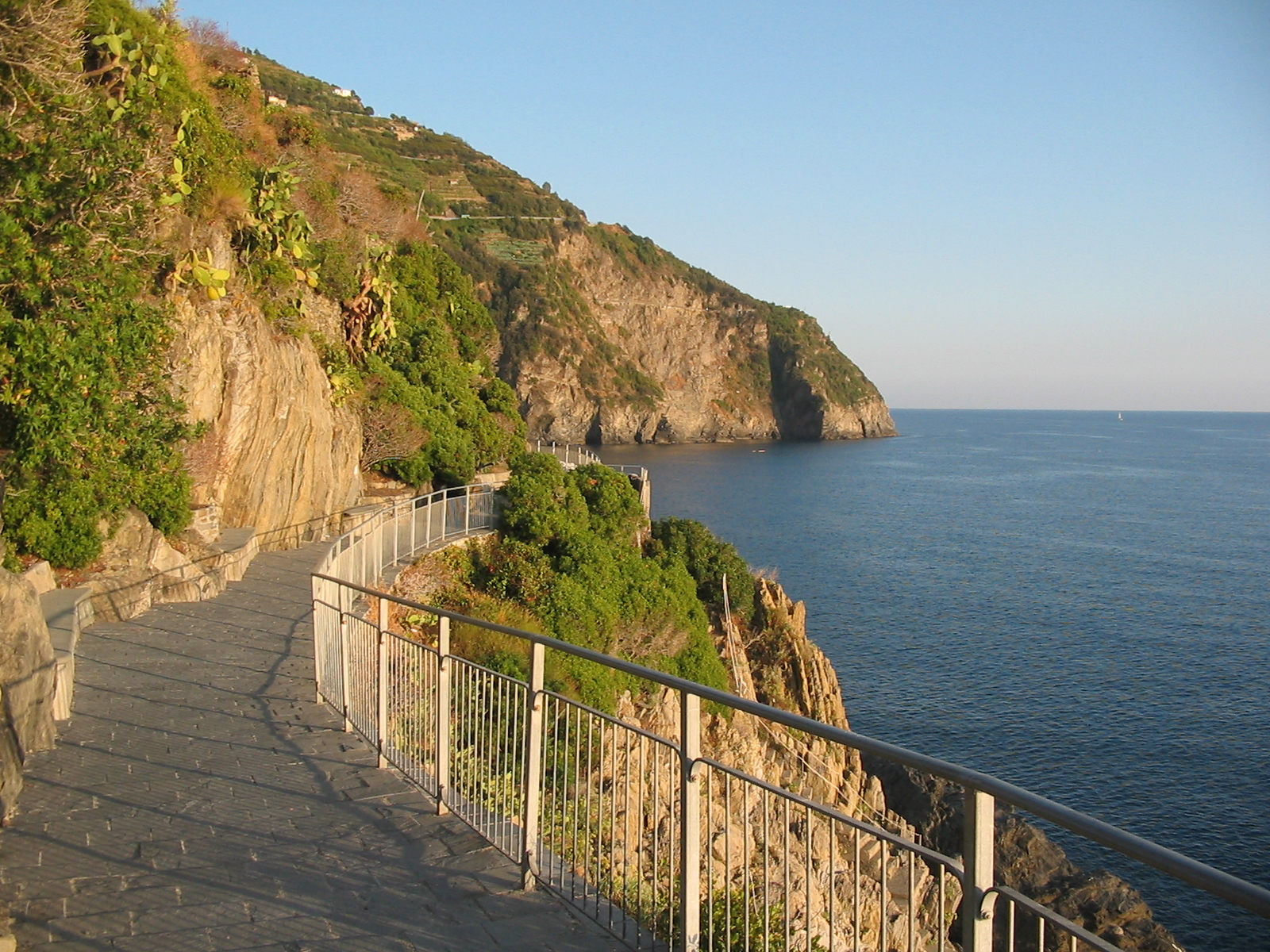
La Via dell'Amore

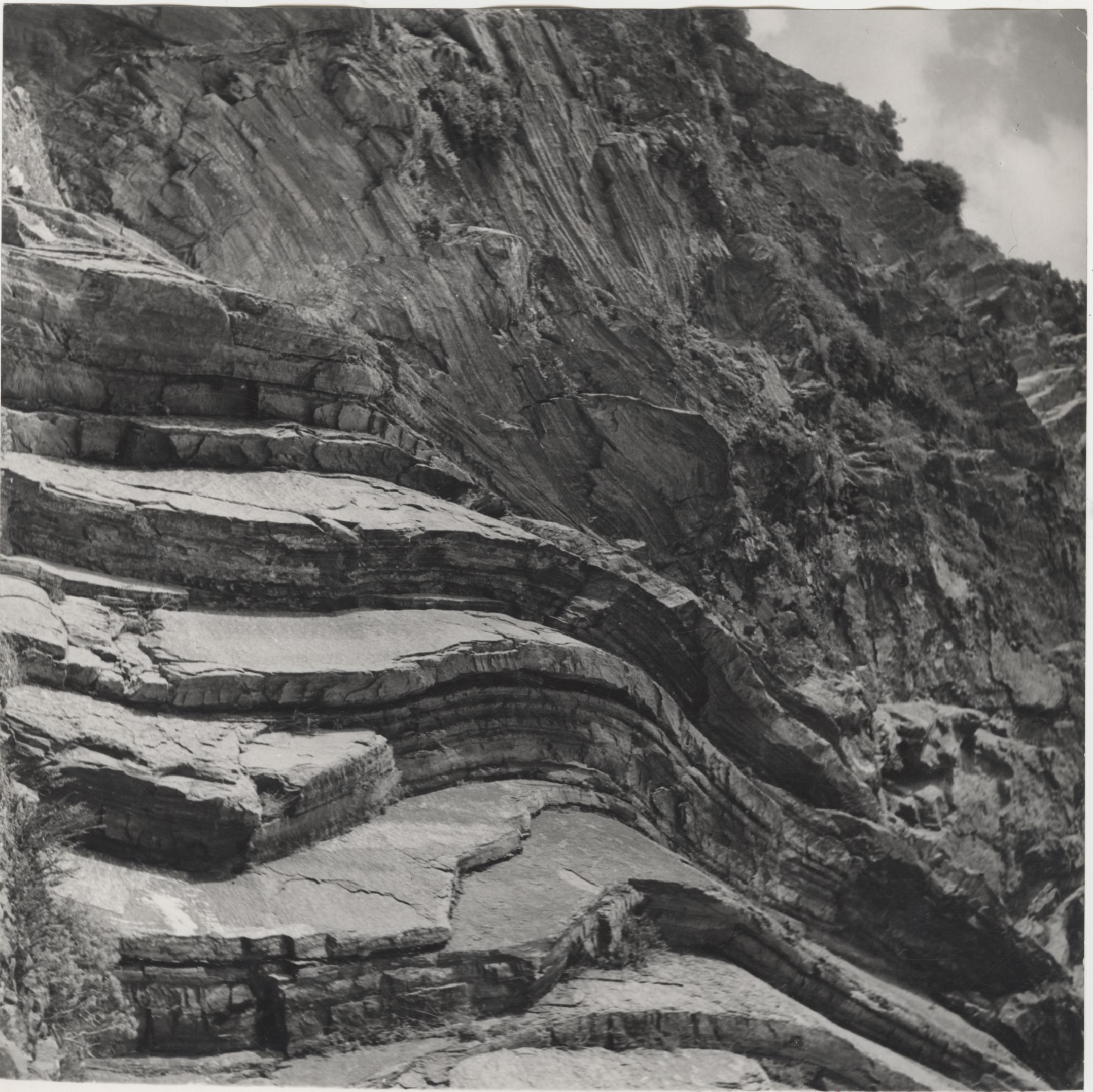
Rocce basaltiche sulla Via dell'Amore

Riomaggiore è raggiungibile a piedi attraverso due sentieri principali, entrambi segnalati dalla sezione spezzina del Club Alpino Italiano. Il primo è il sentiero di crinale numero 1, conosciuto come Alta via delle Cinque Terre. Questa antica mulattiera corre lungo lo spartiacque che separa la riviera dalla val di Vara e costituisce una diramazione secondaria dell'Alta Via dei Monti Liguri, alla quale si connette presso il monte Zatta.
Il modo più rapido per raggiungere il borgo dal sentiero di crinale è percorrere il sentiero trasversale 01 che si diparte dal valico La Croce e scende lungo la costa di Campiòne (Canpiòn), il crinale secondario che separa la valle del Rio Maggiore da quella del Rio Finale. In alternativa, si può prendere il sentiero 3, che si stacca presso la località Telegrafo e raggiunge prima il santuario di Montenero e poi il borgo marinaro attraverso la valle del Rio Maggiore e del suo affluente Ria.
Una terza soluzione è infine rappresentata dal sentiero 02 che si diparte nei pressi del monte Galera e scendere in direzione di Manarola, deviando poi sul sentiero non numerato che segue la costa di Corniolo (Curnièu), il crinale secondario che separa la valle del Rio Finale da quella del torrente Groppo dove sorge il borgo di Manarola.
Il secondo percorso principale è costituito dal sentiero costiero numero 2, parte di un più ampio itinerario che attraversa l'intera Riviera ligure ed è noto come sentiero azzurro, il quale attraversa tutte le Cinque Terre da Monterosso a Riomaggiore, assumendo nel tratto tra quest'ultima e Manarola le sembianze della celebre Via dell'Amore. A differenza di quello di crinale, il sentiero costiero è tuttavia soggetto al pagamento di un pedaggio introdotto dal Parco nazionale delle Cinque Terre quale contributo alla salvaguardia del paesaggio terrazzato.

## Amministrazione

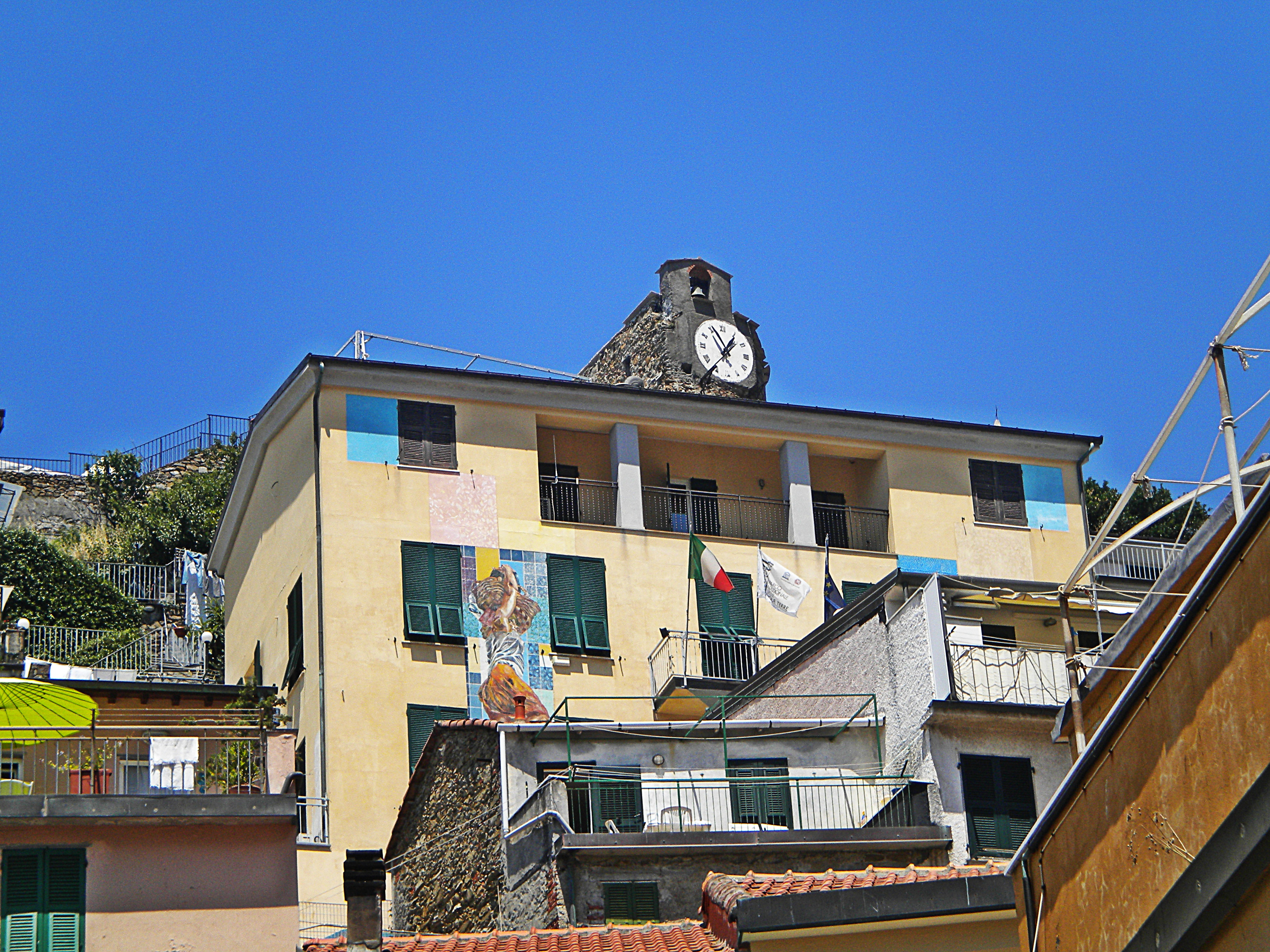
Il municipio

| Periodo         | Periodo         | Primo cittadino     | Partito                                                           | Carica         | Note   |
| --------------- | --------------- | ------------------- | ----------------------------------------------------------------- | -------------- | ------ |
| 25 maggio 1985  | 18 maggio 1990  | Pier Luigi Viola    | Democrazia Cristiana                                              | Sindaco        |        |
| 18 maggio 1990  | 24 aprile 1995  | Franco Bonanini     | Partito Socialista Italiano                                       | Sindaco        |        |
| 24 aprile 1995  | 14 giugno 1999  | Franco Bonanini     | lista civica di sinistra                                          | Sindaco        |        |
| 14 giugno 1999  | 14 giugno 2004  | Lino Gogioso        | Rinnovamento-Ambiente-Progresso (lista civica di centro-sinistra) | Sindaco        |        |
| 14 giugno 2004  | 8 giugno 2009   | Lino Gogioso        | Rinnovamento-Ambiente-Progresso (lista civica di centro-sinistra) | Sindaco        |        |
| 8 giugno 2009   | 1º ottobre 2010 | Gianluca Pasini     | Rinnovamento-Ambiente-Progresso (lista civica di centro-sinistra) | Sindaco        | [ 15 ] |
| 26 ottobre 2010 | 16 maggio 2011  | Giuseppe Larosa     |                                                                   | Comm. straord. | [ 16 ] |
| 16 maggio 2011  | 7 giugno 2016   | Franca Cantrigliani | Per Riomaggiore (lista civica di Sinistra )                       | Sindaco        | [ 17 ] |
| 7 giugno 2016   | 4 ottobre 2021  | Fabrizia Pecunia    | Cittadini in comune (lista civica di centro-sinistra)             | Sindaco        |        |
| 4 ottobre 2021  | in carica       | Fabrizia Pecunia    | Cittadini in comune (lista civica di centro-sinistra)             | Sindaco        |        |

## Sport
Riomaggiore è stata in un'occasione sede di arrivo di tappa del Giro d'Italia:
- 2009 - 12ª tappa Sestri Levante-Riomaggiore, vinta da Denis Men'šov.

La squadra locale di calcio è il Riomaior, fondato nel 1965, militante nel campionato di Prima Categoria.

## Note

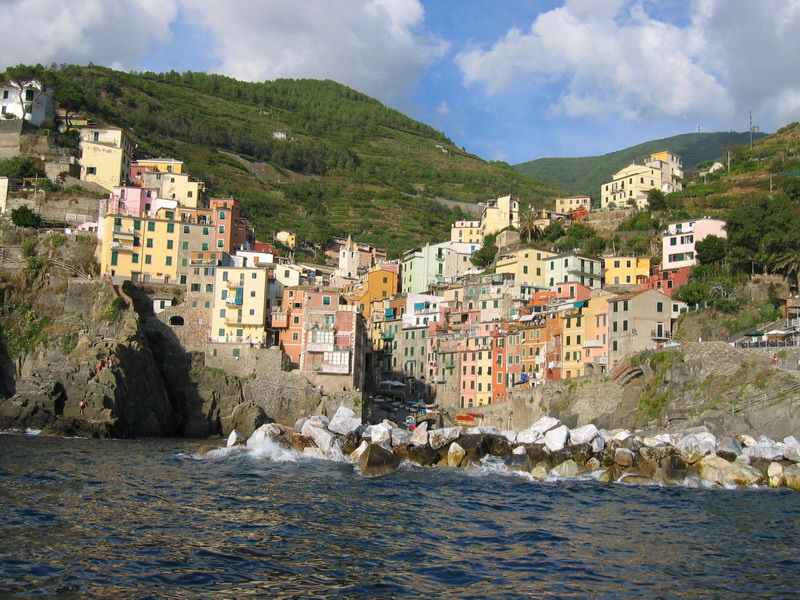
Riomaggiore vista dal mare

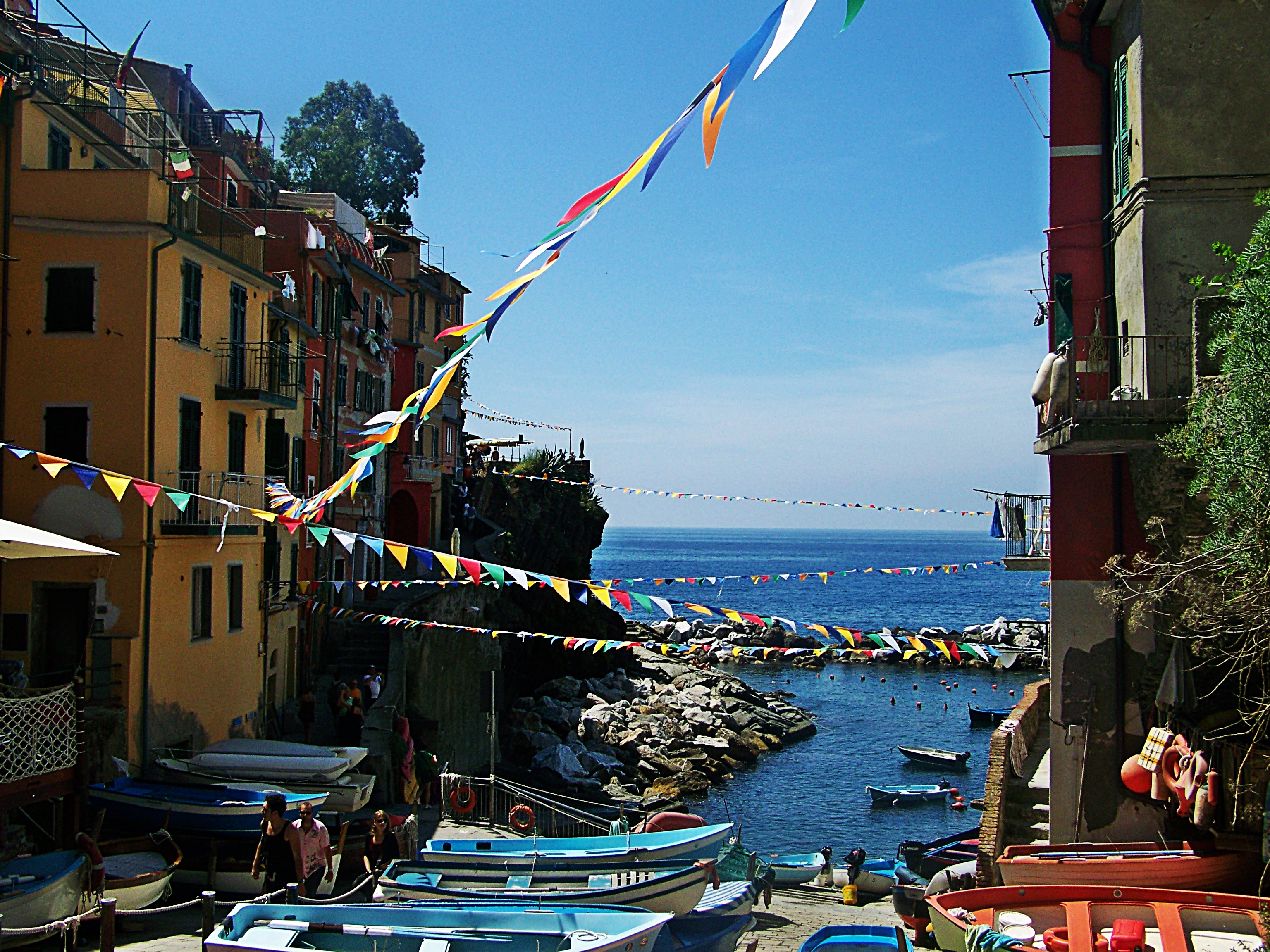
Veduta della Marina